# Вацлав Новаковський
Вацлав Новаковський (пол. Wacław Nowakowski, 18 лютого 1888, Реґулиці — 28 квітня 1955, Краків) — польський архітектор, професор краківської гірничо-металургійної академії. Член Краківського та Келецького осередків спілки архітекторів Польської республіки.

## Біографія
Народився в селі Реґулицях. Навчався на архітектурному факультеті Львівської Політехніки, який завершив у 1914 році. У 1919—1924 роках був окружним архітектором у місті Кельці. Від 1924 року мешкав у Кракові, де до 1927 року очолював конструкторський відділ Державної вищої школи промисловості. Потім він заснував власну архітектурно-дизайнерську студію, якою керував до 1945 року. Від 1946 року професор краківської гірничо-металургійної академії та викладач на будівельному факультеті цього ж вишу.
Помер 28 квітня 1955 року та похований на Раковицькому цвинтарі Кракова.

## Роботи
У Кракові
- 1926 — будинок каси хворих на вул. Баторія, 3;
- 1925—1928 — чиншові будинки для працівників страхових компаній на пл. Інвалідів, 6, алеї Словацького, 32—34 та вул. Фалата, 12—14[1];
- 1935 — проєкт житлового комплексу «Тихий куточок» для працівників повітової ощадної каси;
- 1935—1937 — вілли житлового комплексу «Тихий куточок» при вул. Домейки, 4, 5, 6, 7, 8, 9, 10, 11, 12;
- 1936 — житловий будинок на вул. Ґроттгера, 22-24;
- 1937 — житловий будинок на вул. Венеція, 17.

У Кельцях
- будинок Податкової служби;
- будівля гімназії святого Станіслава Костки;
- будівля міської учительської семінарії;
- будинок міської лазні (ріг вулиць Сташиця та Сольної).

У Львові
- 1928—1929 — проєкт житлового комплексу «Власна Стріха» на вул. Над Яром, 1, 2, 3, 4, 5, 6, 7, 9, 12 (нині вулиця Енергетична)[2];

Інші
- 1921—1922 — костел Непорочного Зачаття Пресвятої Діви Марії у Янові Ченстоховському (Сілезьке воєводство);
- 1922—1928 — шпиталь комплексної реабілітації та дитячої ортопедії «Ґурка» ім. доктора Шимона Старкевича у місті Бусько-Здруй.

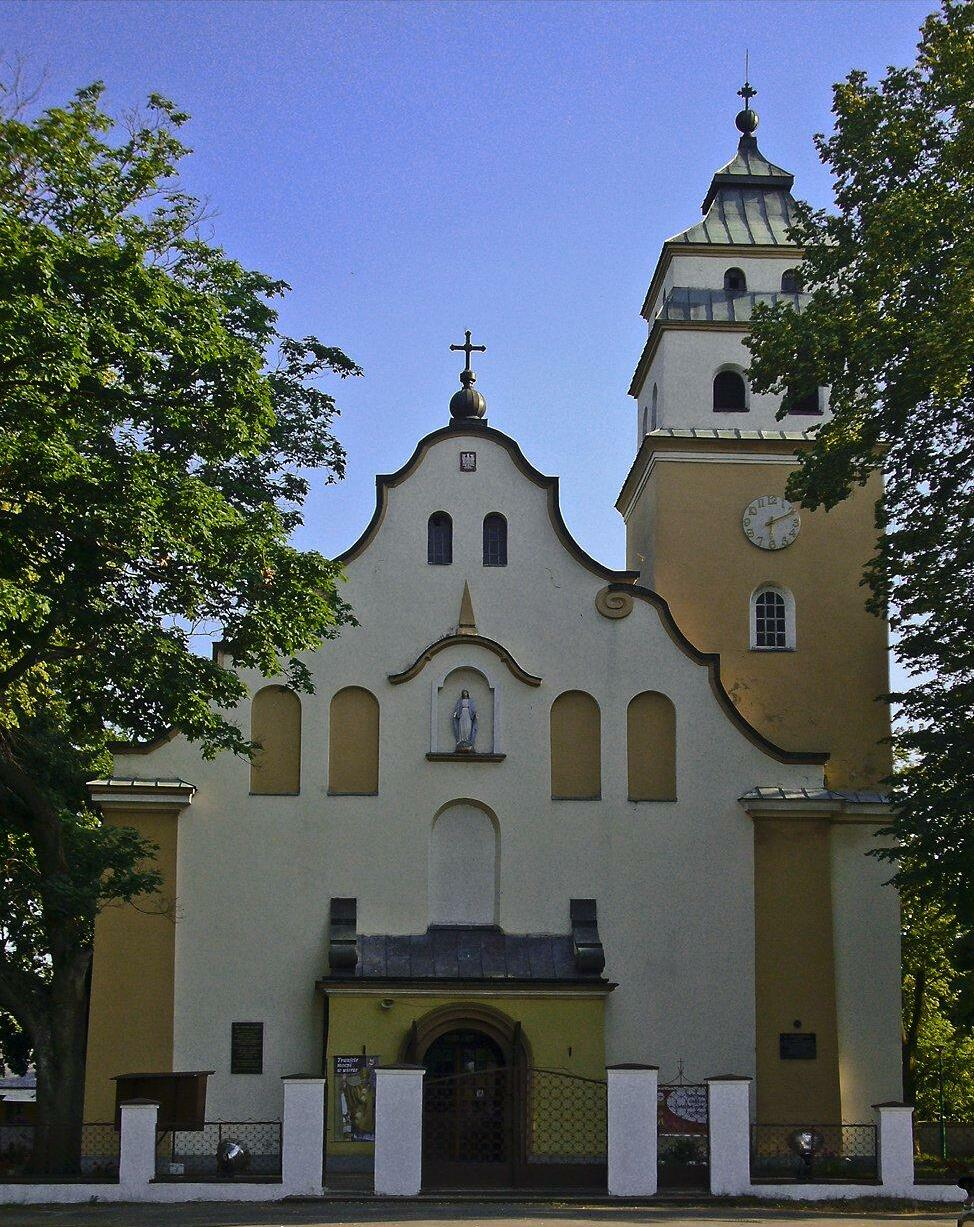
Костел Непорочного Зачаття Пресвятої Діви Марії у Янові (1921)
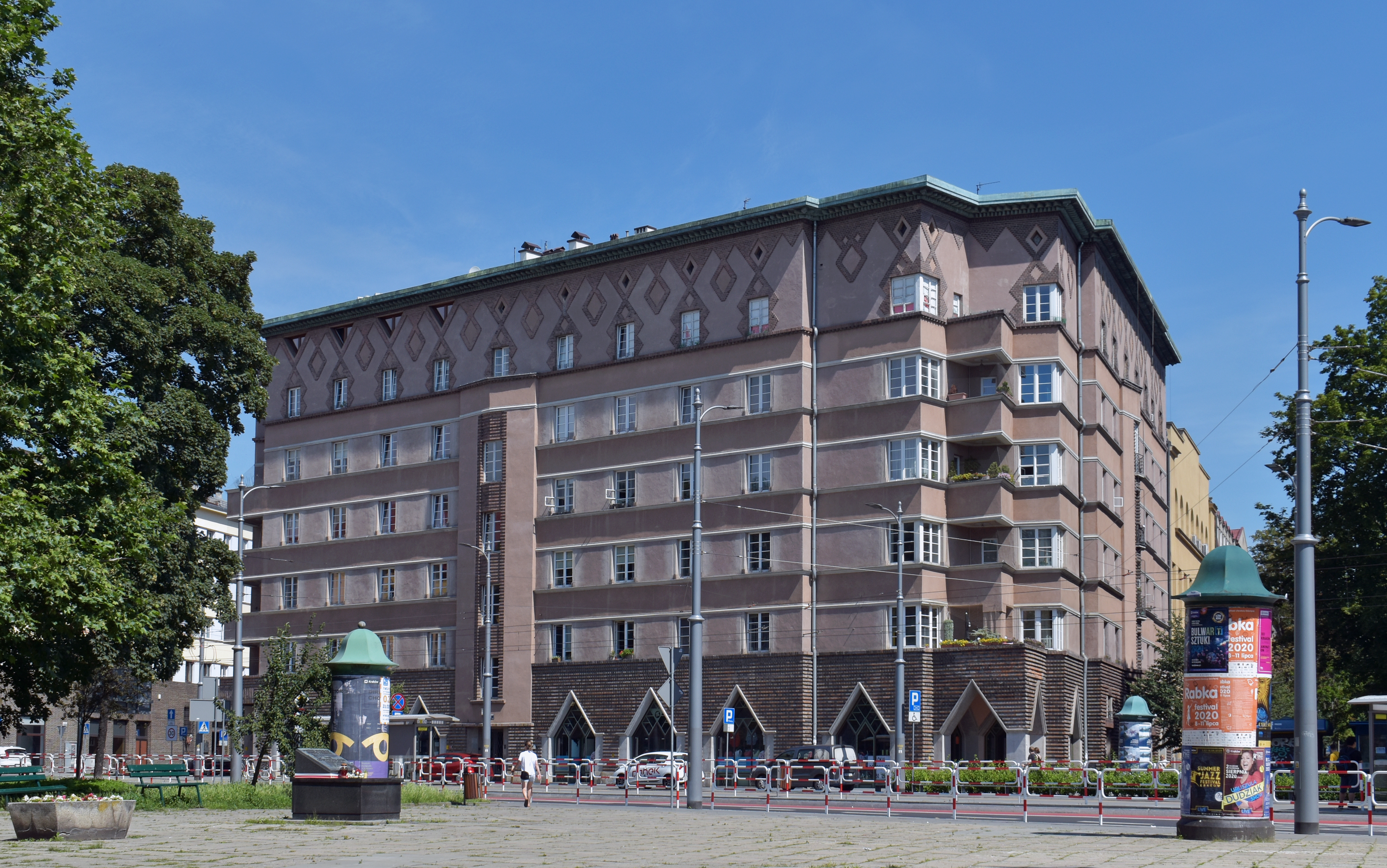
Будинок для працівників Львівського закладу страхування у Кракові (1926)